# Sattelnase

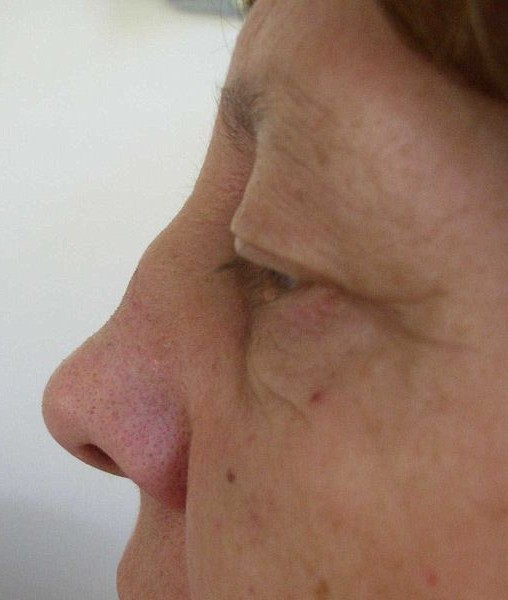
Knorpelige Sattelnase mit „Pseudohöcker“

Als Sattelnase wird eine Deformität der menschlichen Nase bezeichnet, die durch Einsenkung des Nasenrückens gekennzeichnet ist. Die weitaus häufigste Form ist die knorpelige Sattelnase im unteren Drittel des Nasenrückens. Die knöcherne Sattelnase mit Einsenkung im oberen Teil des Nasenprofils ist seltener.

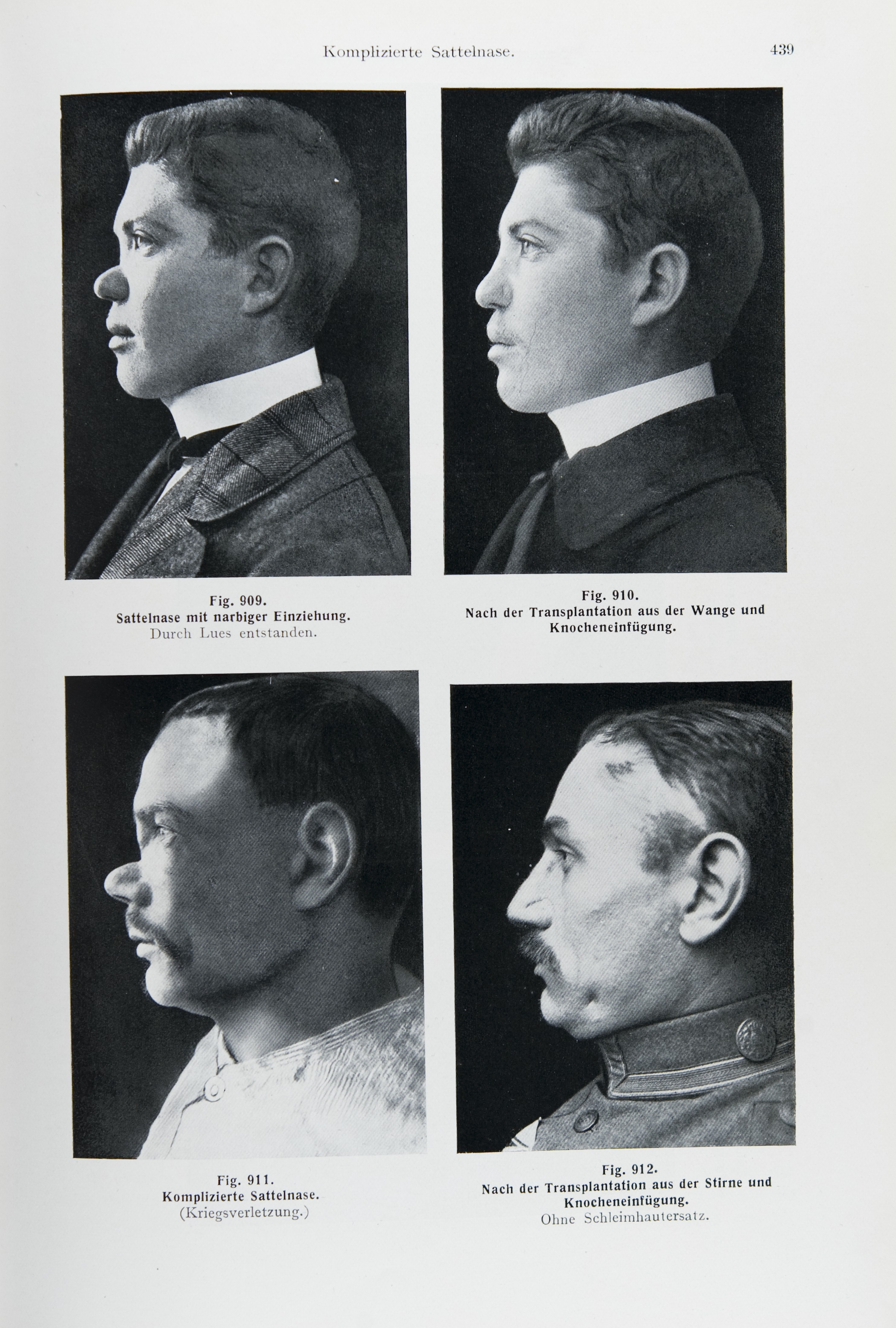
Sattelnasen verschiedener Ursache

## Ursachen
Grund für die Entstehung einer knorpeligen Sattelnase ist eine mangelhafte Stütze des Nasenrückens durch die Nasenscheidewand. Ursachen können vorausgegangene Nasenscheidewandoperationen mit zu radikaler Knorpelentfernung,  Stauchungsverletzungen, bakterielle Entzündungen des Nasenknorpels oder Knorpelzerstörung durch Systemerkrankungen sein (Polychondritis, Granulomatose mit Polyangiitis (früher Morbus Wegener), angeborene Syphilis).
Knöcherne Sattelnasen können (zusammen mit anderen Formveränderungen des Gesichts) nach Mittelgesichtsfrakturen oder isoliert als Folge von spezifischen Entzündungen wie Lues (Syphilis) entstehen. Auch angeborene Hypoplasien des Nasenbeins führen zum Bild einer Sattelnase.

## Symptome
Die Einsenkung des Nasenrückens führt meist zu Beeinträchtigung anderer Stützstrukturen der Nase und damit zu einer Nasenatmungsbehinderung. Der kosmetische Aspekt der Deformität kann darüber hinaus zu psychischen Problemen führen.

## Therapie
Die Zerstörung der knorpeligen Infrastruktur der Nase macht einen Wiederaufbau der Stützstrukturen erforderlich. Dies geschieht im Rahmen einer Rhinoplastik durch Transplantation von Knorpel – entweder aus der Nase selbst oder durch Verpflanzung von Ohrknorpel oder Rippenknorpel.